# Heorhij Schewel
Heorhij Heorhijowytsch Schewel (* 9. Mai 1919 in Charkow, Ukrainische Volksrepublik; † 17. Juli 1989 in Kiew, Ukrainische SSR) war ein sowjetisch-ukrainischer Politiker. Schewel war von 1970 bis 1980 Außenminister der Ukrainischen SSR.

## Leben
Schewel studierte bis 1941 an der Universität Charkiw und war anschließend als Soldat der Roten Armee im Zweiten Weltkrieg. Im Anschluss hatte er führende Positionen in der Komsomol inne, so war er von 1950 bis 1954 Erster Sekretär des Zentralkomitees der Jugend der Ukraine.
Schewel war zwischen 1949 und 1952 Mitglied des Prüfungsausschusses der Kommunistischen Partei der Ukraine und zwischen 1952 und 1981 Mitglied des Zentralkomitees der Kommunistischen Partei.
Von 1954 bis 1961 war Schewel Partei-Aktivist in Kiew und in den Jahren 1961 bis 1970 war er der Leiter der Abteilung Propaganda und Agitation des Zentralkomitees der KPU. Außerdem war er Abgeordneter des Obersten Sowjets und leitete in vielen Sitzungen als außerordentlicher und bevollmächtigter Botschafter die Delegation der Ukrainischen SSR bei der UN-Vollversammlung. Vom 10. August 1970 bis zum 18. November 1980 war er Außenminister der Ukrainischen SSR.

## Ehrungen
- Leninorden
- Orden des Vaterländischen Krieges II. Klasse[3]
- 3× Orden des Roten Banners der Arbeit